# Edge of the Night
Edge of the Night è un singolo del gruppo musicale australiano Sheppard, pubblicato il 23 giugno 2017 come terzo estratto dal secondo album in studio Watching the Sky. Nel luglio dello stesso anno è stata realizzata anche una versione in spagnolo al quale collabora il cantante colombiano Sebastián Yatra.

## Video musicale
Il videoclip del brano è stato pubblicato il 7 luglio 2017.